# Liste des orgues d'Auvergne classés dans la base Palissy des monuments historiques
La liste des orgues d'Auvergne classés dans la base Palissy des monuments historiques en compte les orgues d'Auvergne classés uniquement, au titre objet ou immeuble, que ce soit pour leur buffet ou leur partie instrumentale et répertoriés dans la base Palissy des Monuments historiques de France. La section Reprises recense les modifications les plus importantes. Dans certains cas le classement du buffet intègre également la tribune. À défaut de précision, le classement est réputé acquis au titre objet (cas le plus fréquent) mais les initiales I.D. signifient au titre Immeuble par Destination et I. au titre Immeuble.
| Localisation                                                   | Construction | Reprises                                                                                          | Buffet                                          | Instrument                   | Illustration |
| -------------------------------------------------------------- | --- | ------------------------------------------------------------------------------------------------- | ----------------------------------------------- | ---------------------------- | ------------ |
| Aurillac, abbatiale Saint-Géraud                               | Joseph Rabiny 1779, déplacé du transept nord en tribune ouest et modifié Merklin-Schütze 1865                                                                            | Restauré par Alfred & Daniel Kern 1986                                                            |                                                 | Notice no PM15000072         |              |
| Blesle, ancienne abbatiale Saint-Pierre                        | Positif 10 jeux Augustin Zeiger vers 1850 chapelle Ste Marie des sœurs de la Charité de Nevers, transféré M.Brucker 1864                                                 | Relevé Jean Dunand 1972                                                                           |                                                 | Notice no PM43000076         |              |
| Brioude, basilique Saint-Julien                                | Jean-Joseph Stein 1852, modifié Joseph Merklin 1880, muet & sans buffet depuis son transfert en tribune nord en 1958                                                     |                                                                                                   |                                                 | Notice no PM43000745         |              |
| Ceyrat, Saint-Martin                                           | orgue à cylindres, École de Mirecourt 1845 |                                                                                                   | Notice no PM63001954                            | Notice no PM63001954         |              |
| La Chaise-Dieu, abbatiale Saint-Robert                         | Reconstruction Marin Carouge 1727, Montres remplacées Merklin 1958, restauré Jean Dunand 1976                                                                            | Restauré Michel Gaillard 1995                                                                     | Notice no PM43000144 Cox tribune & Positif 1683 | Notice no PM43000160         |              |
| Clermont-Ferrand, cathédrale Notre-Dame                        | J. Merklin 1877 avec 26 jeux de l'o. précédent de Ducroquet1850, modifié 1935 & 62 MICHEL-MERKLIN-KUHN                                                                   | Relevé Jean DAVID1979,restauré 2009                                                               | Notice no PM63001956                            | Notice no PM63000267         |              |
| Clermont-Ferrand, chœur cathédrale Notre-Dame                  | Joseph Merklin 1887 dans buffet de son propre o. de chœur de 1856, révisé MICHEL-MERKLIN-KUHN 1929                                                                       | Restauré Athanase Dunand 1960, Jean DAVID 1994                                                    |                                                 | Notice no PM63000268         |              |
| Clermont-Ferrand, collège Massillon                            | o. de salon à cylindres Flight & Robson (Londres) 1810-20 hôpital de Clermont, modifié Bernad 1943, transféré 1981                                                       |                                                                                                   |                                                 | Notice no PM63000342         |              |
| Clermont-Ferrand, St-Genès-des-Carmes                          | Joseph Callinet 1845, très remanié Charles MICHEL-MERKLIN 1899 | Restauré René Micolle, Jean DAVID & Promonet-Steinmann 1982                                       |                                                 | Notice no PM63000327         |              |
| Gannat, Sainte-Croix                                           | Paul Férat (Paris) 1880 |                                                                                                   |                                                 | Notice no PM03000121         |              |
| Issoire, Saint-Austremoine                                     | Claude-Ignace & Louis-François Callinet 1870 | Restauré Théo Haerpfer 1985                                                                       |                                                 | Notice no PM63000506         |              |
| Lapalisse, Notre-Dame                                          | Paul Férat (Paris) 1878 |                                                                                                   |                                                 | Notice no PM03000220         |              |
| Mauriac, Basilique N.D.des-Miracles                            | Jean-Baptiste Stoltz 1850 pour N.D.-du-Port de Clermont-Ferrand, acheté 1856, transformé Charles Mutin 1901                                                              |                                                                                                   |                                                 | Notice no PM15000553         |              |
| Mazeyrat-d'Allier                                              | orgue à cylindres, École de Mirecourt 1860-70 |                                                                                                   | Notice no PM43001032                            | Notice no PM43001032         |              |
| Monastier-sur-Gazeille abbatiale Saint-Chaffre                 | frère Lancelot PASCAL 1518 | Restauré Michel Giroud & M.Belin buffet 1986                                                      | Notice no PM43000321 Immeuble, liste 1840       | Notice no PM43000325         |              |
| Montluçon, collège Saint-Joseph                                | Jean-Baptiste Ghys 1872 Institution Sainte-Marie de Riom, transféré Abeille & Méritan 1887                                                                               |                                                                                                   |                                                 | Notice no PM03000279         |              |
| Montluçon, Notre-Dame                                          | Jean-Baptiste Ghys 1893, reconstruction dans buffet de 1855 |                                                                                                   | Notice no PM03000680                            | Inscrit Notice no PM03000681 |              |
| Moulins, cathédrale Notre-Dame                                 | Joseph Merklin 1880 | Restauré René Micolle & Valentin 1992                                                             |                                                 | Notice no PM03000351         |              |
| Murat, N.D. des Oliviers                                       | John Abbey 1836 |                                                                                                   |                                                 | Notice no PM15000289         |              |
| Le Puy-en-Velay, cathédrale Notre-Dame                         | Jean Eustache1689,sur jubé, 2 façades;agrandi Jean-Baptiste Isnard 1776; déplacé 1779 sans sa 2e façade; transformé avec Récit augmenté & rendu expressif Ducroquet 1852 | Déplacé & restauré Bertrand Cattiaux 1999, Ets Férignac pour le buffet avec restitution 2e façade | Notice no PM43000398 Immeuble, liste 1862       | Notice no PM43000744         |              |
| Riom, Notre-Dame-du-Marthuret                                  | Joseph & Claude-Ignace Callinet 1838, remanié Louis-François Callinet 1881                                                                                               | Restauré état 1881 Danion-Gonzalez 1989                                                           |                                                 | Notice no PM63001495         |              |
| Riom, basilique Saint-Amable                                   | Joseph Callinet 1834, reconstruit Charles Anneessens 1896 | Restauré Serge Gourgouillon de Simon S.A.R.L. 2011                                                |                                                 | Notice no PM63001498         |              |
| Saint-Flour, cathédrale Saint-Pierre                           | John Abbey 1843, réparé Merklin-Schütze 1863 | Restauré Bernard Hurvy & Claude Berger 2006                                                       | Notice no PM15000765 Sculpté Gabriel Ventadour  | Notice no PM15000764         |              |
| St-Ilpize, Ste-Madeleine                                       | orgue à cylindres, École de Mirecourt 1819-32 |                                                                                                   | Notice no PM43001036                            | Notice no PM43001036         |              |
| Saint-Pal-de-Mons                                              | cabinet Cavalier1845Trappe N.D.des Neiges,transféré 1966 | Rest. Paul-Dominique Gagnaire 1981                                                                |                                                 | Notice no PM43000646         |              |
| St-Paulien, St-Georges                                         | Anonyme 1830-40 | Montage financier restauration 2011                                                               |                                                 | Notice no PM43000653         |              |
| St-Pourçain-sur-Sioule, Sainte-Croix                           | Aristide Cavaillé-Coll 1866 | Démonté 2010                                                                                      |                                                 | Notice no PM03000477         |              |
| Saint-Saturnin, Notre-Dame                                     | orgue à cylindres, Louis Dumont-Parizot (Mirecourt) 1839 |                                                                                                   | Notice no PM63001963                            | Notice no PM63001963         |              |
| Saugues, Saint-Médard                                          | Reconstruction John Abbey 1830-40, buffet 1678 restauré 18e | Restauré René Micolle 1980                                                                        | Notice no PM43000671                            | Notice no PM43000902         |              |
| Souvigny, Orgue Clicquot du Prieuré Saint-Pierre-et-Saint-Paul | François-Henri Clicquot 1783, peu modifié Goydadin 1887, réparé Philippe Hartmann & Alain Sals 1967, soufflerie cunéiforme neuve Ph.Hartmann 1977                        | Entretien depuis 2000 Bernard Aubertin                                                            | Notice no PM03000514                            | Notice no PM03000513         |              |
| Thiers, Saint-Genès                                            | Antoine Herbuté & Barthélémy Rossich 1853, transformé MICHEL-MERKLIN&KUHN 1914                                                                                           | Restauré Claude Madigout, SIMON S.A.R.L. & Jean-Pascal Villard 1999                               |                                                 | Notice no PM63001392         |              |
| Vabres, Saint-Pierre                                           | Orgue à cylindres E.Henry & J.Martin (Paris) 1861 | Restauré 2007                                                                                     |                                                 | Notice no PM15000766         |              |

## Source
- Base Palissy des Monuments historiques de France